# Liste der Kulturdenkmäler in Serrig
In der Liste der Kulturdenkmäler in Serrig sind alle Kulturdenkmäler der rheinland-pfälzischen Ortsgemeinde Serrig aufgeführt. Grundlage ist die Denkmalliste des Landes Rheinland-Pfalz (Stand: 8. Februar 2023).

## Denkmalzonen
| Bezeichnung                                 | Lage                       | Baujahr                   | Beschreibung | Bild                           |
| ------------------------------------------- | -------------------------- | ------------------------- | --- | ------------------------------ |
| Denkmalzone Friedhof                        | Hauptstraße 7 Lage         |                           | Friedhof um die ehemalige Pfarrkirche; romanischer Chorturm mit Pyramidenhelm, nach Abriss des Kirchenschiffs 1899 zur Friedhofskapelle umgestaltet, auf dem Friedhof neugotischer Kriegergrabstein | Fotos hochladen                |
| Denkmalzone Kelter- und Weinbergshaus       | nordöstlich des Ortes Lage | Ende des 19. Jahrhunderts | aufwändig gestaltete historisierende Gebäudegruppe: zweiteiliger sandsteingegliederter Putzbau, Schaufront mit Treppengiebel, Ende des 19. Jahrhunderts | BW                             |
| Denkmalzone Staatliche Weinbaudomäne Serrig | nordöstlich des Ortes Lage | 1904–12                   | ehemaliger preußischer Musterbetrieb; 1904–12 durch Kreisbauinspektor Jaffke sukzessive errichtete historisierende Gebäudegruppe: Schmiede und Werkstätte bezeichnet 1906, Kelterhaus, Wohnflügel und Wohnhaus des Weinbergvogts bezeichnet 1904, hoch aufragender Treppenturm, Stall-Scheunengebäude; bauliche Gesamtanlage mit Weinbergsbahn, Domänensiedlung und, ebenfalls landschaftsprägend, Domänen-Dependance „Heiligenborn“ (Lage), 1920er Jahre, und 40 ha Rebland | weitere Bilder Fotos hochladen |

## Einzeldenkmäler
| Bezeichnung                        | Lage                                                                | Baujahr | Beschreibung | Bild                           |
| ---------------------------------- | ------------------------------------------------------------------- | ------- | --- | ------------------------------ |
| Wegekreuz                          | Hauptstraße, bei Nr. 9 Lage                                         | 1806    | Altarkreuz, bezeichnet 1806 | Fotos hochladen                |
| Wegekreuz                          | Hauptstraße, bei Nr. 29 Lage                                        | 1812    | Altarkreuz, bezeichnet 1812 | BW                             |
| Katholische Pfarrkirche St. Martin | Hauptstraße 61 Lage                                                 | 1895/96 | neugotische Hallenkirche, 1895/96, Architekt Victor Hendler | weitere Bilder Fotos hochladen |
| Katholisches Pfarrhaus             | Hauptstraße 66 Lage                                                 | 1905    | neugotischer Krüppelwalmdachbau, 1905 | BW                             |
| Wegekreuz                          | östlich des Ortes; Distrikt Beim Heiligen Born Lage                 | 1768    | in eine Wegekapelle eingemauertes Wegekreuz, bezeichnet 1768 | BW                             |
| Wegekreuz                          | östlich des Ortes an der K 139 Lage                                 | 1874    | Wegekreuz, Sandsteinpfeiler, bezeichnet 1874 | Fotos hochladen                |
| Weingut Schloss Saarfels           | östlich des Ortes (Saarfels ohne Nummer) Lage                       | 1912/14 | großbürgerliches Weingut; auf zwei übereinanderliegenden Kellern aufgesockelte burgenromantische Hofanlage, 1912/14, Architekt Christoph Ewen; bauliche Gesamtanlage mit Weinberg | Fotos hochladen                |
| Weingut Schloss Saarstein          | nördlich des Ortes (Saarstein 30) Lage                              | 1900    | dreiflügelige neubarocke Hofanlage, 1900; eingeschossige Mansardwalmdach-Villa mit zweigeschossigem Treppenturm, Ausstattung; bauliche Gesamtanlage mit Kelterhaus und Weinberg   | Fotos hochladen                |
| Weingut Würtzberg                  | südöstlich des Ortes (Römerstraße 63) Lage                          | 1899    | ummauerte Hofanlage, 1899; eingeschossige Neurenaissance-Gebäudezeile (Wohnhaus, Kelterhaus und Remise) über doppelgeschossiger Kelleranlage                                      | weitere Bilder Fotos hochladen |
| Widdertshäuschen                   | südöstlich des Ortes am Saarufer gegenüber der Kasteler Klause Lage |         | römisches Grabdenkmal | Fotos hochladen                |